# Стефан Стойчев (биолог)
Стефан Атанасов Стойчев е български биолог. Доктор по хидробиология. Работи в Българска академия на науките, София.

## Биография
Роден е на 15 март 1965 г. През 1990 г. завършва Пловдивски университет със специалност Университетска биология. Работи в Българска академия на науките, София.
Заедно със синовете си Атанас и Руси Стойчеви и приятелката си Евгения Тошева е носител на златна значка от Национално движение "Опознай България - 100 национални туристически обекта". Инструктор по туризъм и по воден туризъм. Обиколил Европа по суша и вода.

## Научна кариера
Още като студент започва да изследва свободно живеещите морски нематоди от Българското черноморско крайбрежие и шелф под ръководството на проф. дбн Теню Маринов и ст.н.с. Стойко Стойков от Института по рибни ресурси - Варна. Защитава дипломната си работа с пълно отличие и съобщава 3 нови вида свободно живеещи нематоди за българската черноморска фауна.
Научните му интереси са в областта на хидробиологията, екологията, зоологията, фаунистиката и систематиката на свободно живеещите нематоди в Европа и България. В резултат на изследванията си той установява 95  вида, 39  рода, 21 семейства и 1 разред нови за българската хидрофауна. Съобщава и 6 нови вида за хидрофауната на река Дунав. Има съществен принос в изследването на представители на сем. Chironomidae (Diptera) от българските континентални водоеми. Съобщава нови видове и родове за хидрофауната на България. Преди изследванията на Стефан Стойчев може определено да се твърди, че познанията за сладководната свободно живееща нематодна фауна на България са твърде недостатъчни и фрагментарни или почти липсват. Д-р Стефан Стойчев дава първите подробни изследвания за свободно-живеещите сладководни нематоди от българските континентални водоеми. За пръв път изследва разпределението на свободно живеещите нематоди по субстрати и разпределението им във връзка с начина им на хранене. Заедно с доц. Станой Ковачев от Биологически факултет на Софийски университет "Климент Охридски" д-р Стефан Стойчев дава първите хидробиологични изследвания за ез. Карла (Централна Гърция), като съобщава 22 зоопланктонни и 27 зообентосни таксона. Д-р Стефан Стойчев дава първите сведения за свободно-живеещите сладководни нематоди от Сърбия, от Власинско езеро, като съобщава 10 нови вида и 9 нови рода. Съобщава и 8 вида от 7 рода свободно-живеещи сладководни нематоди от р.Неретва, нови за хидрофауната на Босна и Херцеговина.
За първи път прави екологична характеристика на свободно живеещите сладководни нематоди от България.
Част от изследванията му са в областта на оценката и мониторинга на въздействието на генетично модифицирани растения върху агро-екосистемите (AMIGA).